# Riz thaï
Oryza

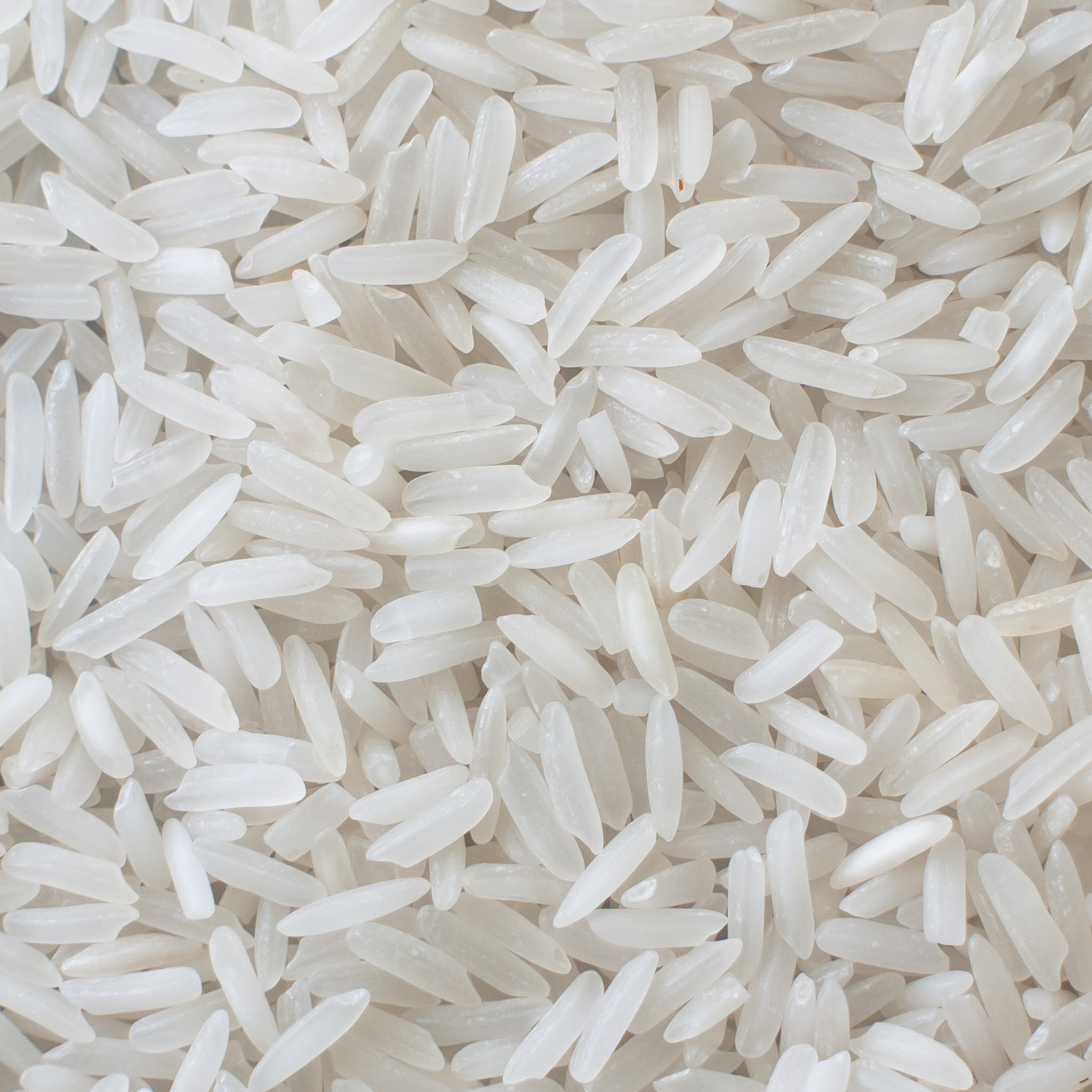
Riz thaï, cru et sec.

Le riz thaï (Oryza sativa L.), également appelé riz parfumé ou riz jasmin (en thaï : ข้าวหอมมะลิ ; RTGS : Khao Hom Mali ; API : /kʰâːw hɔ̌ːm malíʔ/) est un riz cultivé au nord-est de la frontière entre la Thaïlande et le Cambodge. Le grain est long, fin et naturellement parfumé. Il est transplanté à la main et lentement séché au soleil. Avec le riz basmati, le riz thaï fait partie de la catégorie des riz parfumés par opposition aux riz non parfumés.
Il en existe de plusieurs types, riz blanc et riz brun. On peut les trouver complet, demi-complet ou blanc.

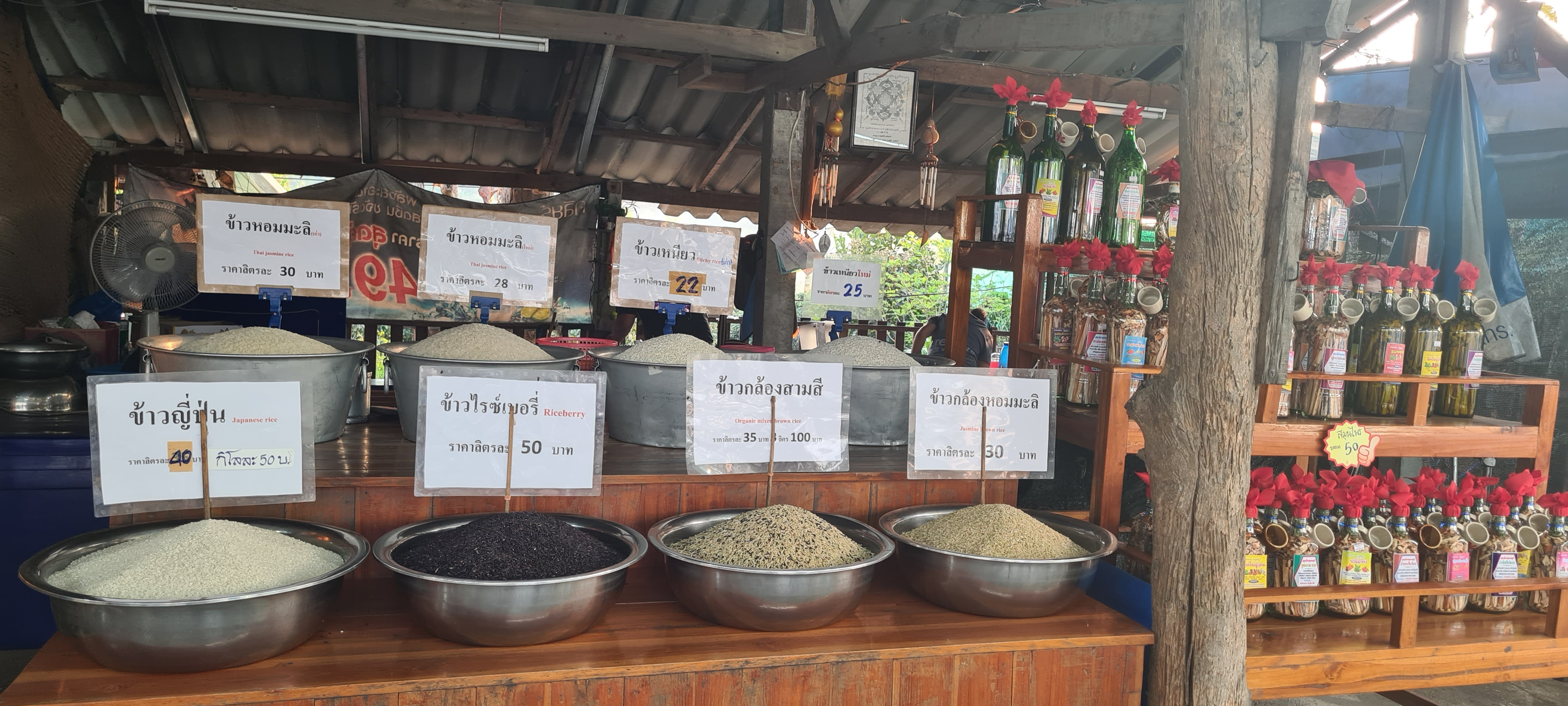
Variétés de riz dans un marché aux insectes dans les montagnes près de Chiang Mai en Thaïlande : Riz jasmin blanc et brun (riz thaï), riz gluant et riz gluant nouveau, riz japonais, riz riceberry et mélange de riz brun et blanc

Le parfum qui se dégage du riz blanc parfumé, est lié au 2-acétyl-1-pyrroline.